# Noctua solani
Noctua solani är en fjärilsart som beskrevs av Fabricius 1787. Noctua solani ingår i släktet Noctua och familjen nattflyn. Inga underarter finns listade i Catalogue of Life.